# بنات تورینتس
بنات تورینتس (انگلیسی: Beñat Turrientes؛ زادهٔ ۳۱ ژانویهٔ ۲۰۰۲) بازیکن فوتبال است که در پست هافبک رئال سوسیداد بازی می‌کند.
وی همچنین در تیم‌های ملی فوتبال زیر ۱۷ سال اسپانیا، زیر ۱۸ سال اسپانیا، و زیر ۲۱ سال اسپانیا بازی کرده‌است.